# Đường Kanonicza, Kraków
Đường Kanonicza (tiếng Ba Lan: Ulica Kanonicza, lit. Canon Street) - một con đường lịch sử ở Kraków, Ba Lan. Đường này từng là một phần của thôn Okół, nối với Kraków vào năm 1401. Các tòa nhà dọc theo đường phố là nơi tọa lạc cảu các nhà thờ, và cho đến ngày nay nhiều nhà thờ mang phong cách Baroque và Phục hưng vẫn còn hiện diện.
Đầu phía nam của đường đã bị đóng lại với Cổng Poboczna, được xây lại trong quá trình hiện đại hóa đô thị của Kraków.

## Tính năng, đặc điểm
| Đường số | Miêu tả ngắn | Hình ảnh |
| -------- | --- | -------- |
| 1        | Cung điện Samuel Maciejowski - được xây dựng vào nửa đầu thế kỷ XVI và cho đến thế kỷ thứ mười tám, có vai trò như một nơi cư trú cho linh mục, còn được gọi là Nhà nguyện của Thánh George. Hiện tại, cung điện là nơi tọa lạc của Khoa Kiến trúc của Đại học Công nghệ Tadeusz Kościuszko. |          |
| 2        | Angel's House - một nhà phố lịch sử từ thế kỷ XVI. Hiện tại, ngôi nhà là nơi ở riêng. |          |
| 6        | Knight's House - một tòa nhà theo kiến trúc Gô-tích, trước đây từng là nơi cư ngụ của các hiệp sĩ. Từ năm 1980, tòa nhà nằm trong Hội những người bạn của Mỹ thuật Kraków, trong khi hiện tại nó là một phần của Đại học Jagiellonia.                                                        |          |
| 16       | Khách sạn Copernicus - một tòa nhà lịch sử hiện đang là nơi tọa lạc của một khách sạn 29 phòng với hai căn hộ. |          |
| 17       | Cung điện Erazm Ciołek - được xây dựng vào đầu thế kỷ mười lăm và mười sáu, hiện đang là nơi tọa lạc của 1 chi nhánh thuộc Bảo tàng Quốc gia. |          |
| 18       | Cung điện Florian Mokrski - được xây dựng vào thế kỷ mười bốn. Cung điện được xây dựng làm nơi cư trú cho Florian Mokrski, một Giám mục của Kraków. Hiện tại, cung điện là trụ sở của Trung tâm Saint Pope John Paul II "Đừng sợ" ("Nie lękajcie się").                                      |          |
| 24       | Cung điện Gorków - một cung điện mang trường phái kiểu cách từ thế kỷ mười lăm, là nơi cư trú cho thư ký của Nữ hoàng Bona Andrzej Krzycki. Hiện tại, cung điện có Văn phòng Lesser Poland Voivodship để bảo vệ các di tích.                                                                 |          |
| 25       | Nhà Długosz - nơi ở cũ của một giáo đường. Tòa nhà đã được đặt tên bởi một trong những người cư ngụ sau này, nhà sử học và nhà ngoại giao Jan Długosz. Hiện tại, tòa nhà là trụ sở của Đại học Giáo hoàng John Paul II.                                                                      |          |